# Couverts (architecture)

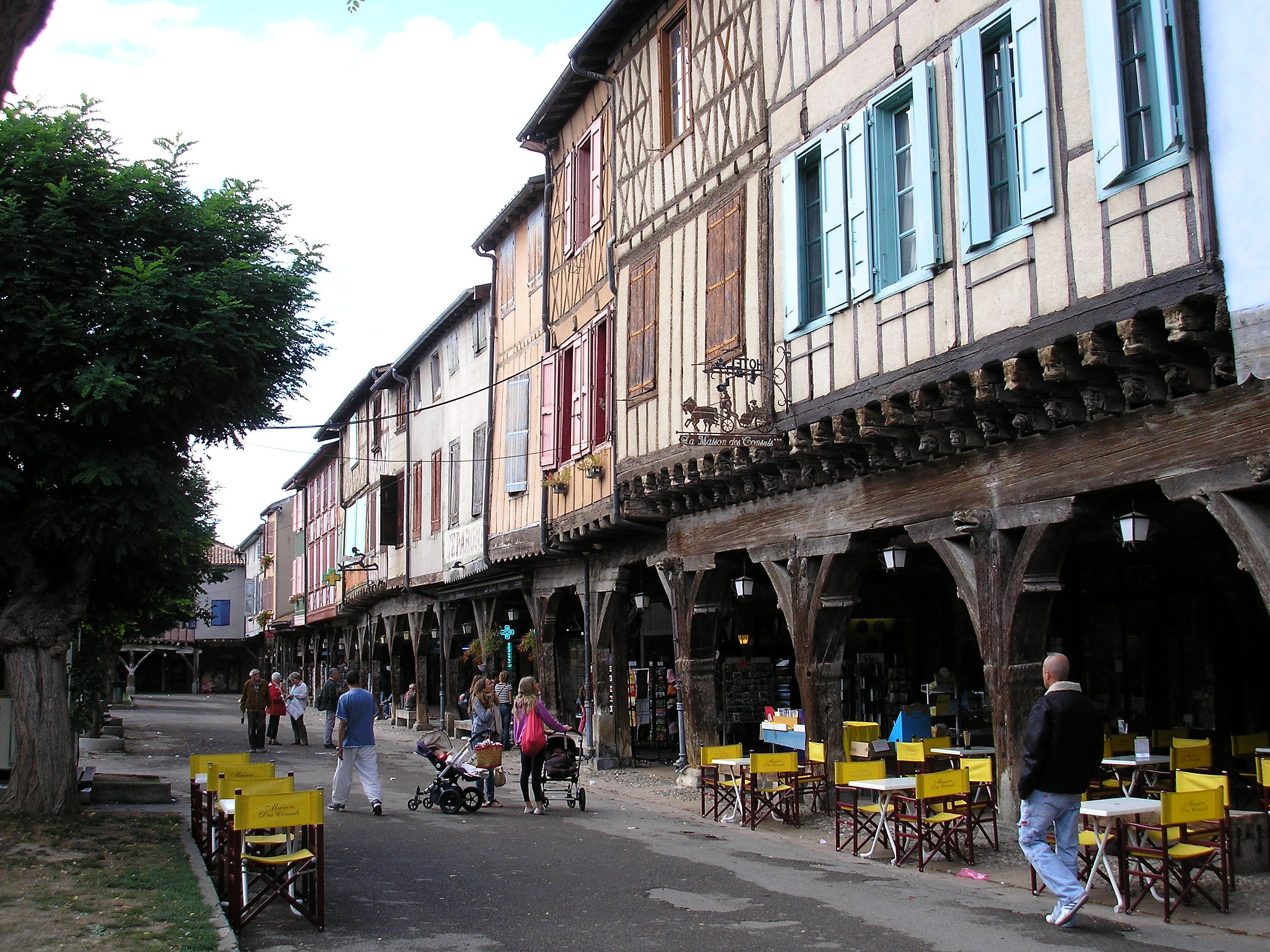
Les couverts datant du XVe siècle de la place du Maréchal-Leclerc de Mirepoix.

En architecture, les couverts désignent les passages abrités, posés sur des piliers en bois, qui entourent la place centrale d'une bastide du sud-ouest de la France. Par extension, les galeries en arcades de briques ou de pierre de ces villes neuves médiévales peuvent aussi être appelées « couverts ».

## Histoire
La première mention de « couverts » remonte à 1170, et désignait alors ceux de la place de Montauban, ville nouvelle créée ex nihilo en 1144. Cette « place des Couverts » avait un double rôle. À la fois politique, en tant que lieu d'expression de la vie de la commune avec la maison consulaire et une tribune d'où étaient proclamées les règles de la vie municipale, et un rôle marchand comme lieu des échanges commerciaux. Chacun des couverts portait un nom rappelant les denrées échangées : le couvert nord est le couvert du Blé, celui du sud, le couvert des Drapiers, à l'est le couvert des Fruits, à l'ouest le couvert des Sabots.
La place des Couverts de Montauban, qui porte aujourd'hui le nom de « place Nationale », sera remaniée au XVIIe siècle à la suite de plusieurs incendies, et les couverts en bois ont aujourd'hui disparu. Toutefois, on peut avoir un aperçu de la place d'origine grâce aux couverts de la place du Maréchal-Leclerc de Mirepoix.

## Synonymes
Dans certaines régions, le terme désignant ces rues à ciel fermé varie : on rencontre les mots « arcades », arceaux, « auvents », « embans », « galerie » ou « garlandes ». Et on appelle « cornières » les angles de la place publique où se rejoignent les couverts.

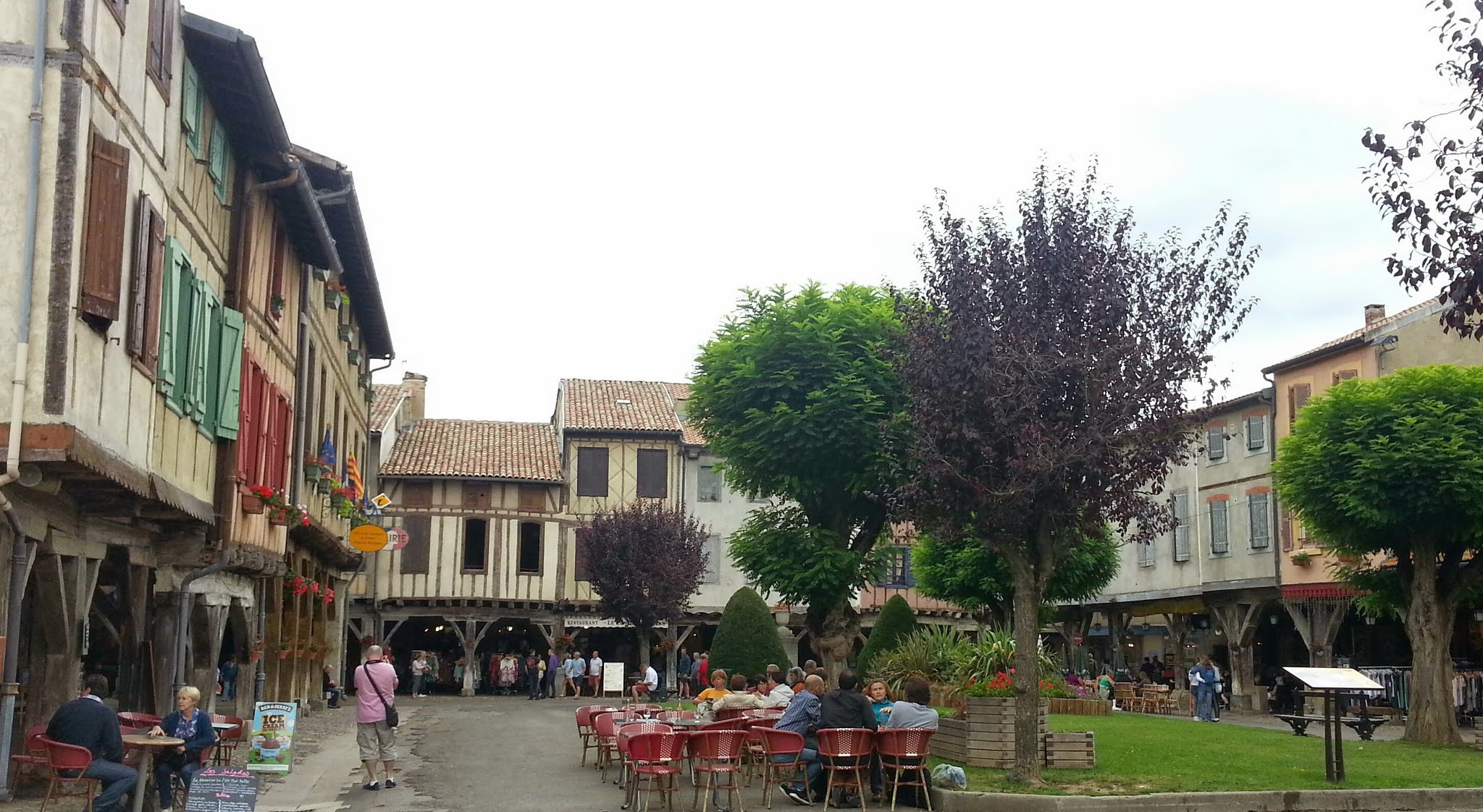
Place du Maréchal-Leclerc à Mirepoix.
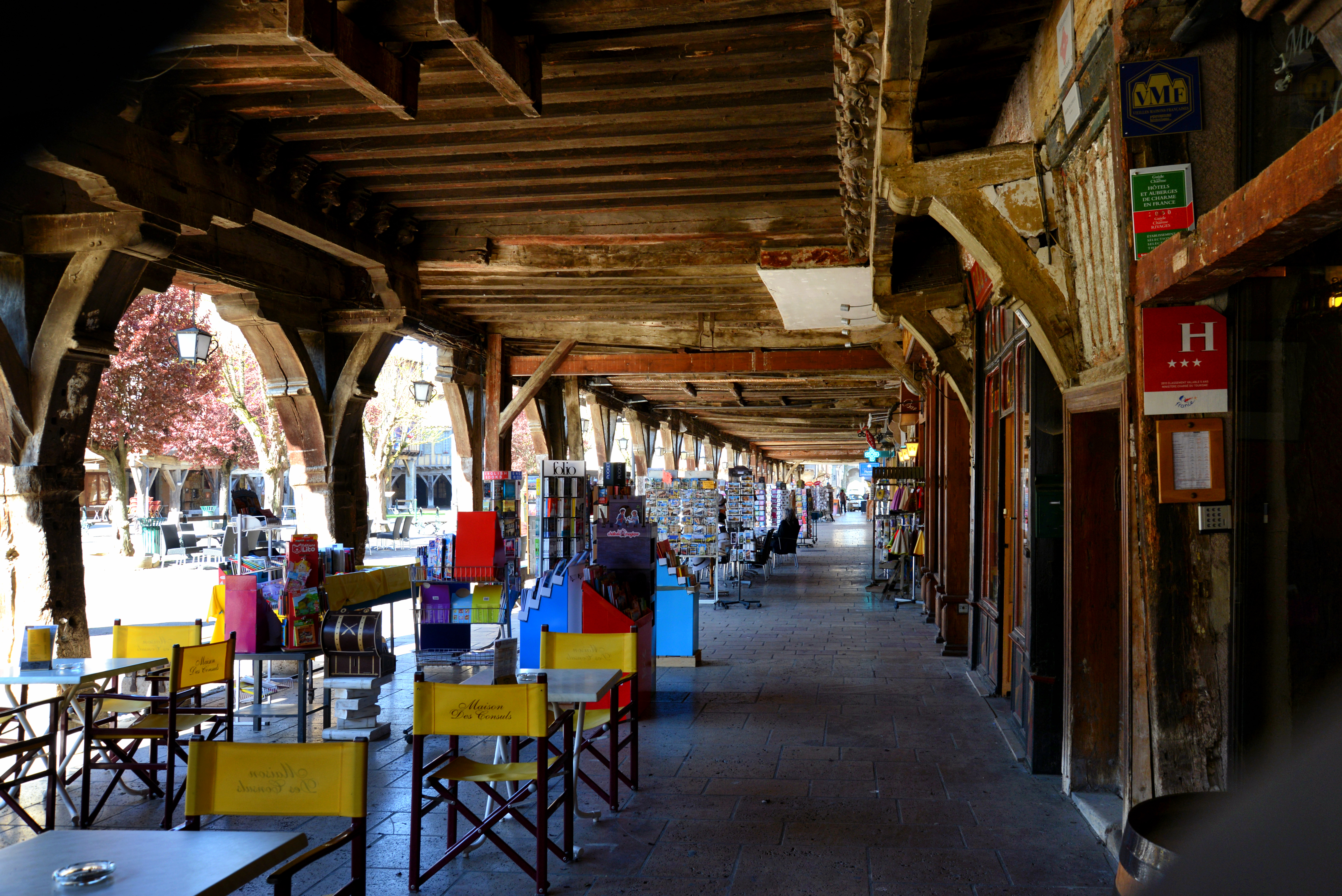
Couverts à Mirepoix.
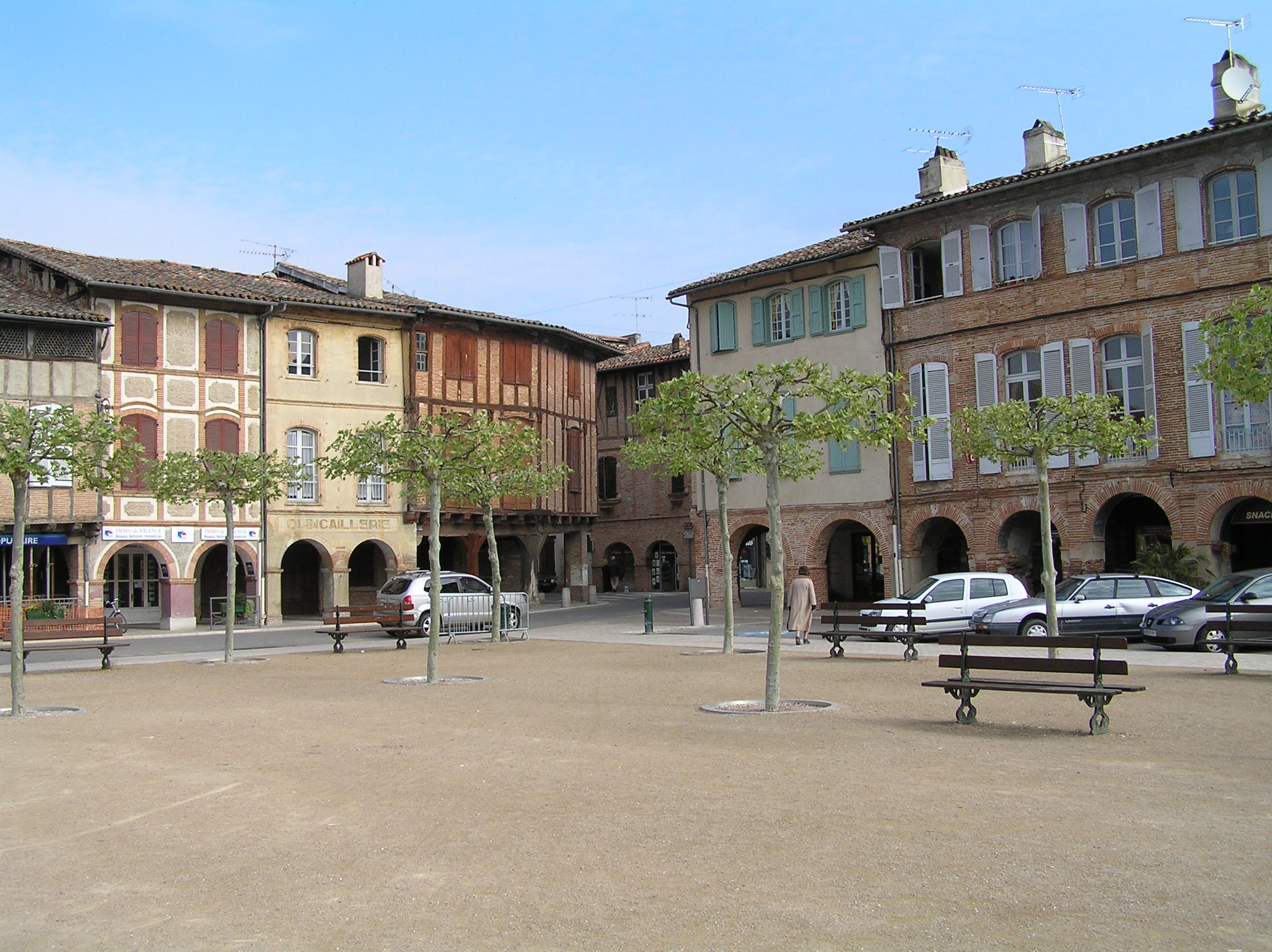
Place aux couverts (place Paul-Saissac) à Lisle-sur-Tarn.
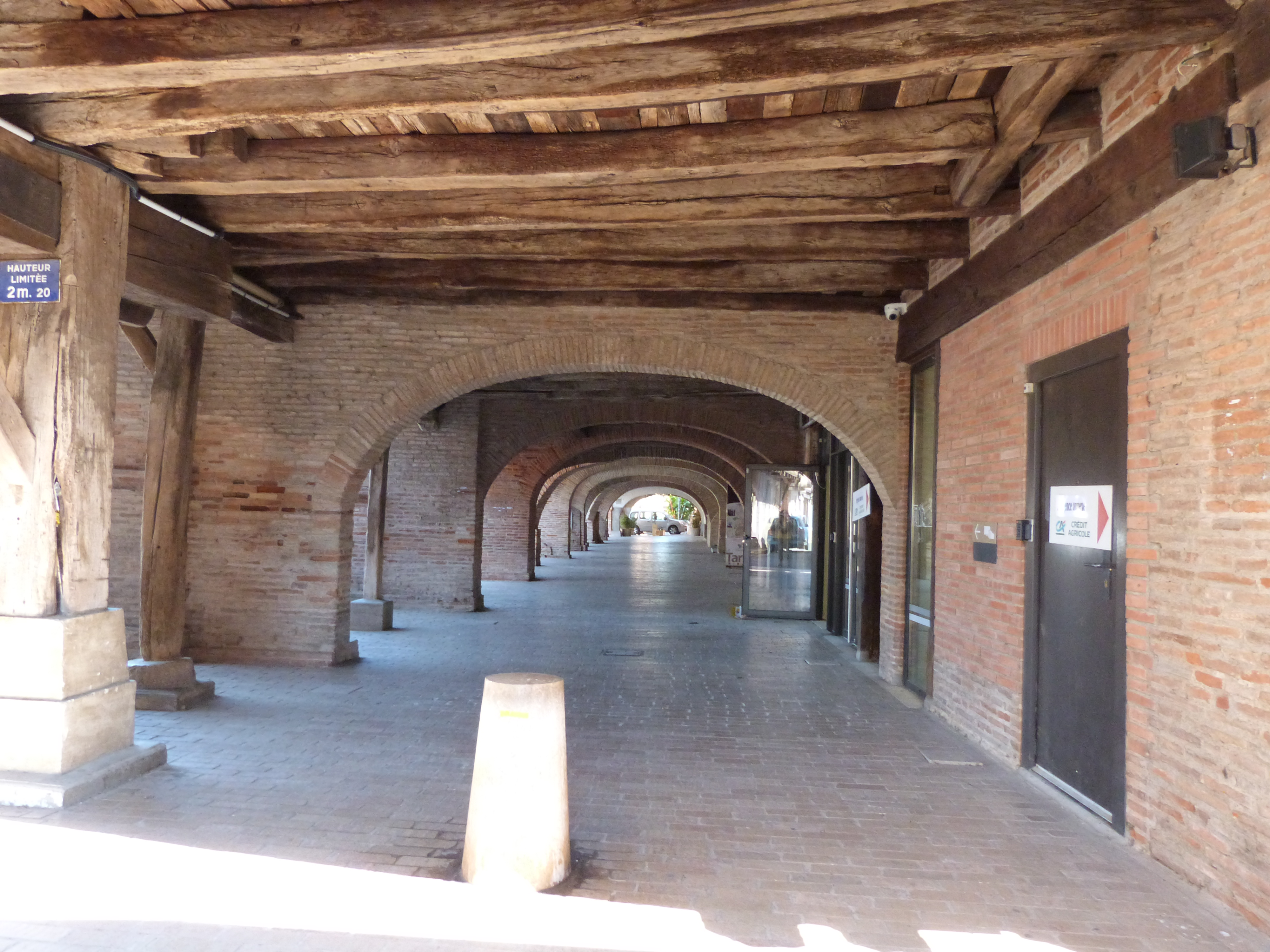
Couverts de la place Paul-Saissac à Lisle-sur-Tarn.
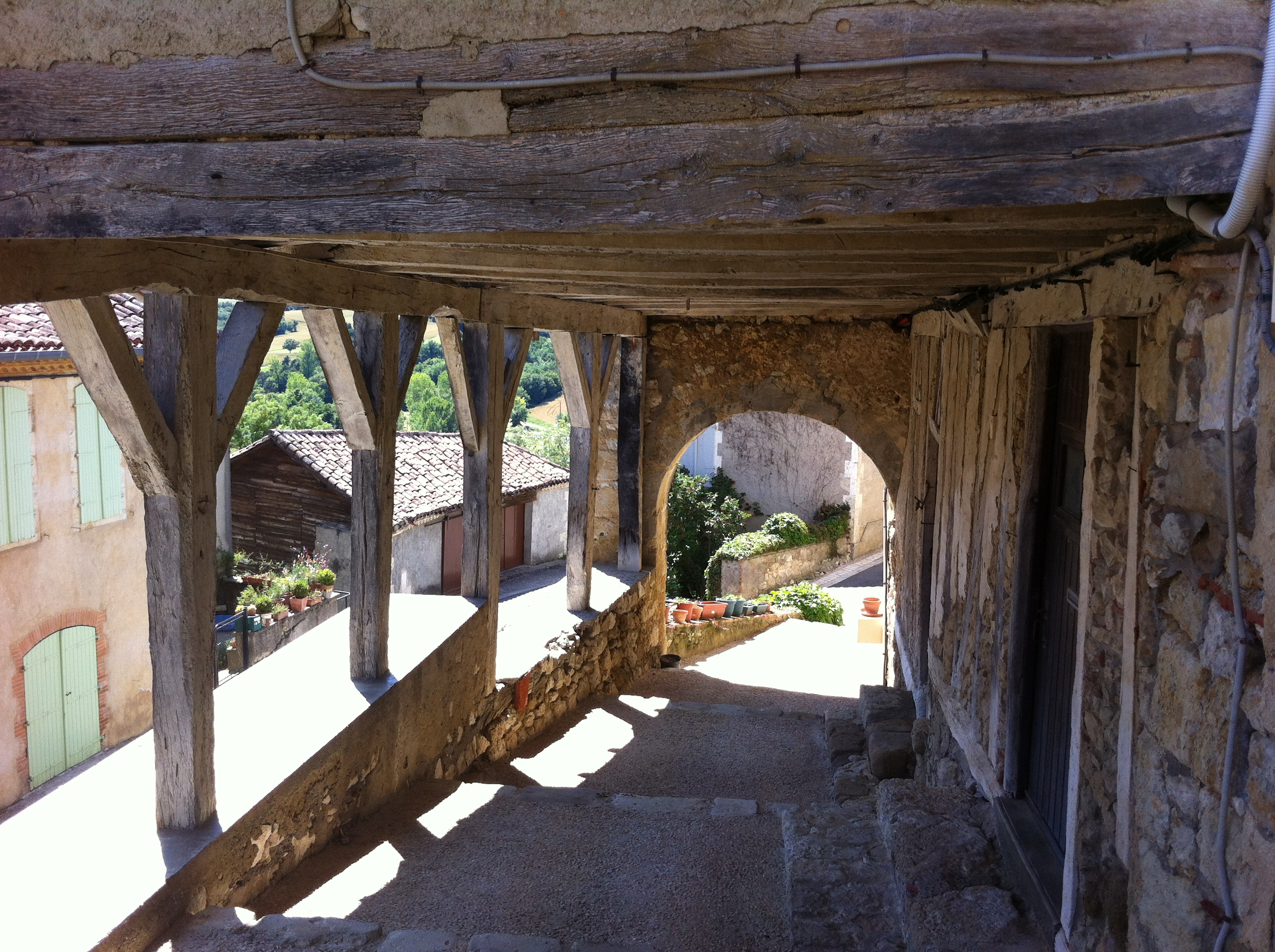
Embans de Castelnau-Barbarens.
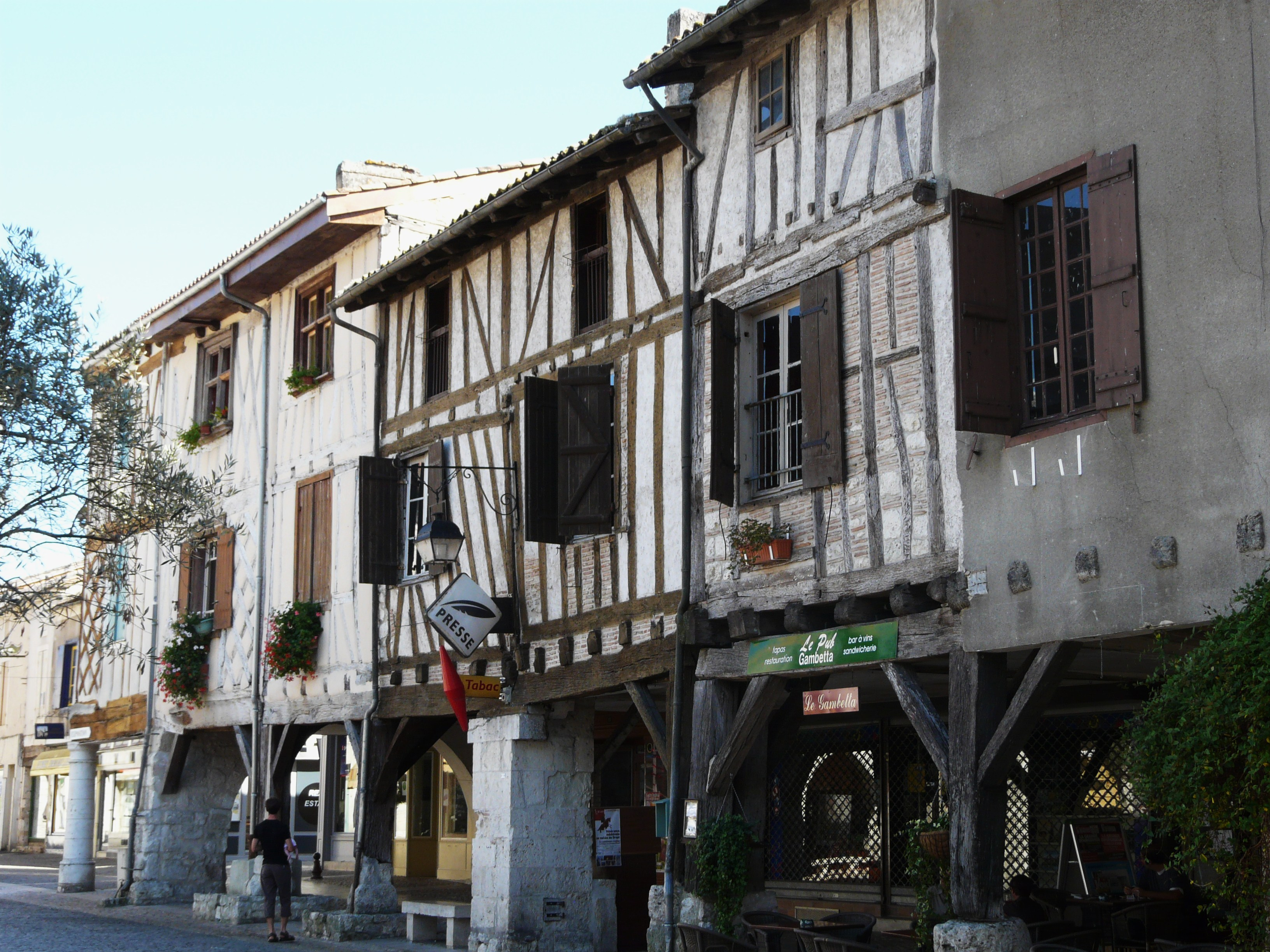
Couverts de la place Gambetta à Eymet.
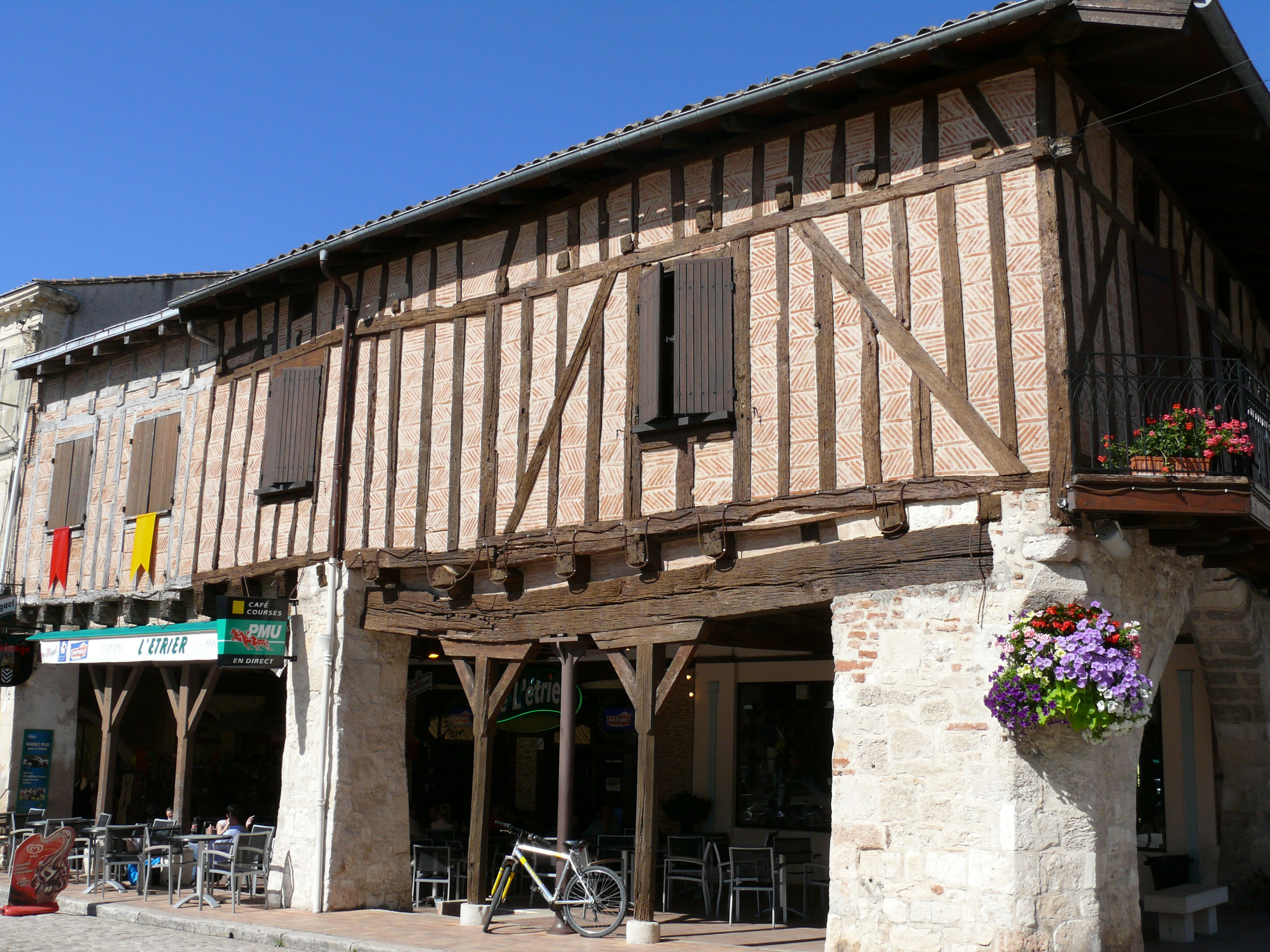
Maison sur cornière à Villeréal.
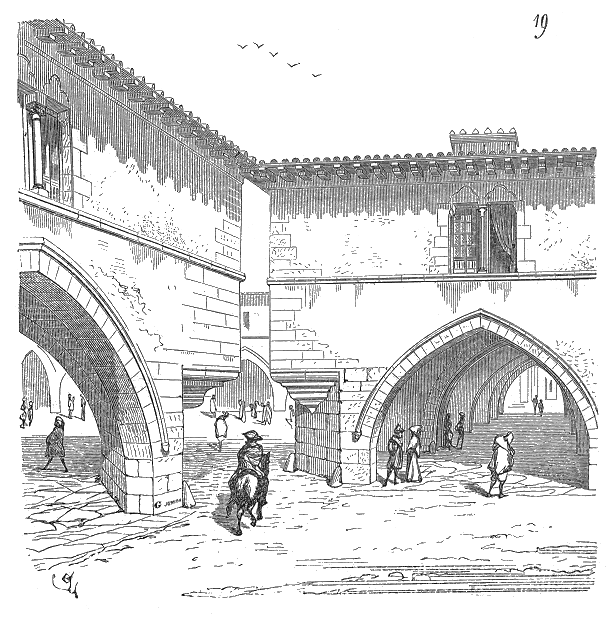
Cornière de la place des Cornières à Monpazier.
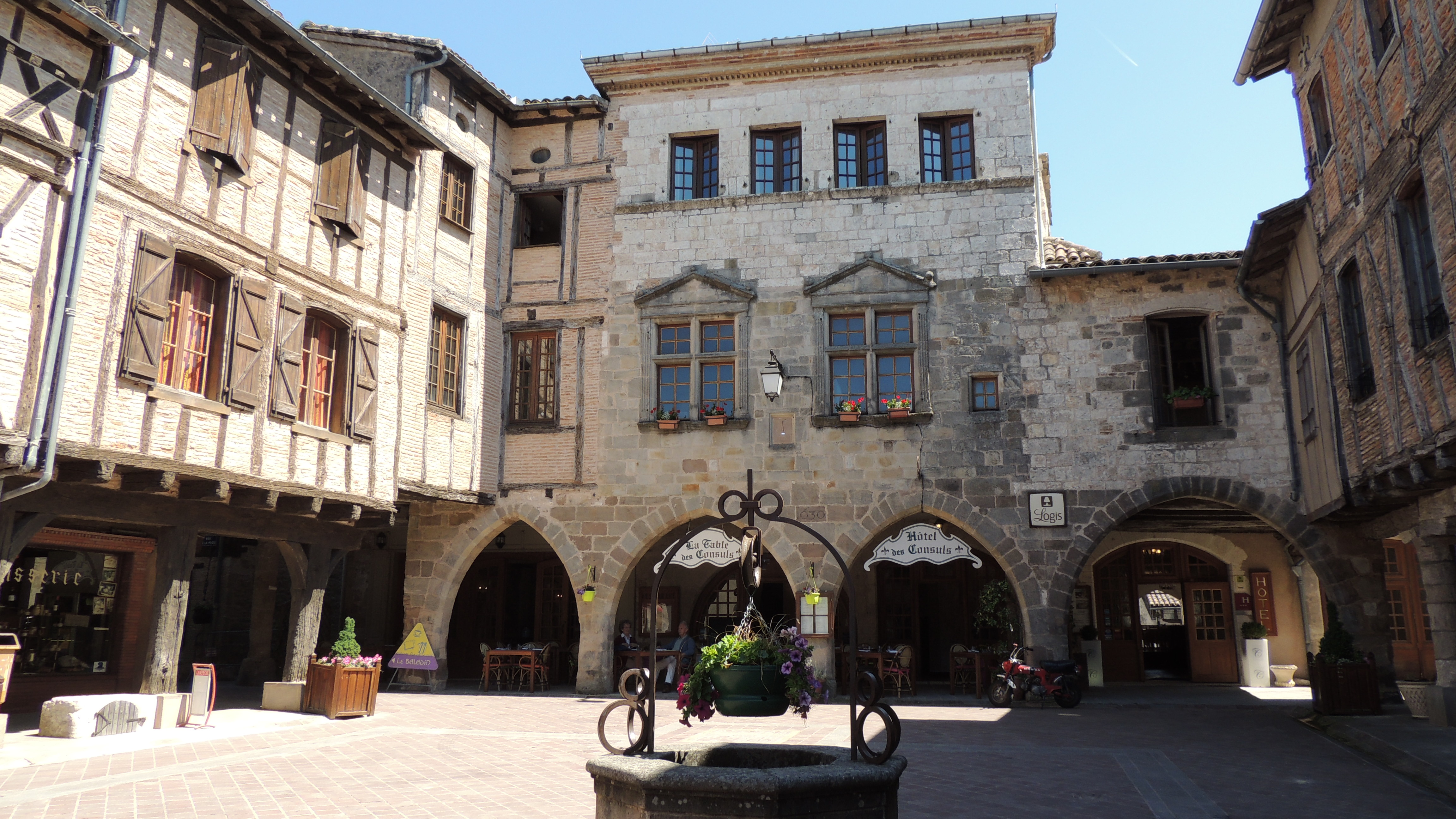
Place des arcades de Castelnau-de-Montmiral.
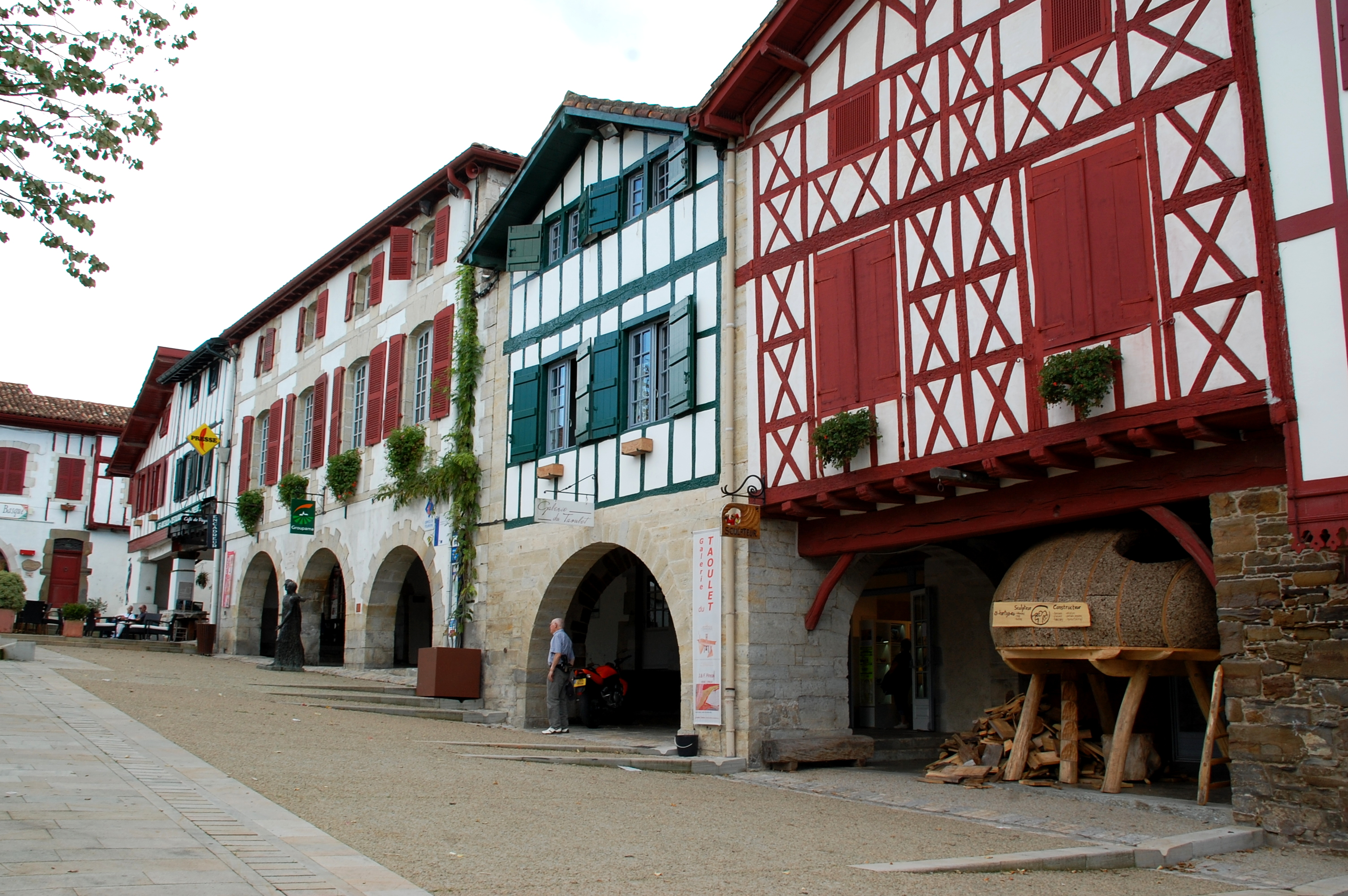
Place des arceaux à la Bastide-Clairence.
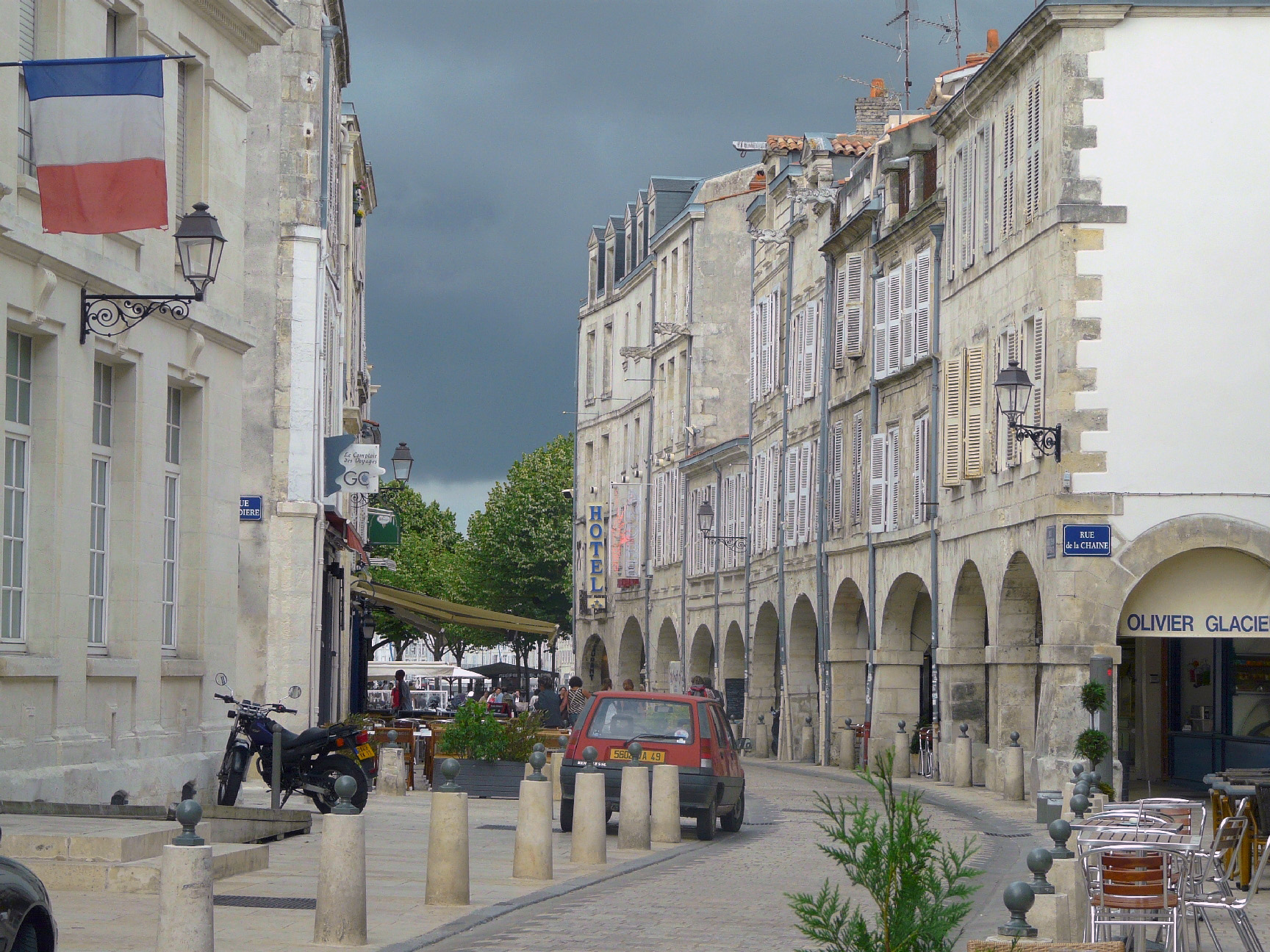
Maisons à arcades à la Rochelle.

### articles connexes
- Glossaire de l'architecture
- Bastide (ville)
- Embans
- Arcades